# راميرو غيرا بيريرا
راميرو غيرا بيريرا (بالإسبانية: Ramiro Guerra Pereyra)‏ هو لاعب كرة قدم أوروغواياني في مركز الوسط، ولد في 21 مارس 1997 في مونتفيدو في الأوروغواي. لعب مع نادي فياريال.

## وصلات خارجية
- راميرو غيرا بيريرا على موقع الاتحاد الدولي (مؤرشف)  (الإنجليزية)
- راميرو غيرا بيريرا على موقع الاتحاد الأوربي (الإنجليزية)
- راميرو غيرا بيريرا على موقع قاعدة بيانات كرة القدم.إي يو (الإنجليزية)
- راميرو غيرا بيريرا على موقع Soccerway.com (الإنجليزية)